# Eleições legislativas portuguesas de 1983 no distrito de Setúbal
| Eleições legislativas portuguesas de 1983 Distritos: Aveiro \| Beja \| Braga \| Bragança \| Castelo Branco \| Coimbra \| Évora \| Faro \| Guarda \| Leiria \| Lisboa \| Portalegre \| Porto \| Santarém \| Setúbal \| Viana do Castelo \| Vila Real \| Viseu \| Açores \| Madeira \| Estrangeiro |

## Resultados por Concelho
Os resultados nos concelhos do Distrito de Setúbal foram os seguintes:

### Alcácer do Sal
| Partido                 | Partido                     | Votos  | %               | +/-  |
| ----------------------- | --------------------------- | ------ | --------------- | ---- |
|                         | Aliança Povo Unido          | 5 624  | 53,58 / 100,00  | 0,68 |
|                         | Partido Socialista          | 2 777  | 26,46 / 100,00  | 7,03 |
|                         | Partido Social Democrata    | 942    | 8,97 / 100,00   | -    |
|                         | Centro Democrático e Social | 395    | 3,76 / 100,00   | -    |
|                         | União Democrática Popular   | 137    | 1,31 / 100,00   | 0,68 |
|                         | Outros                      | 261    | 2,49 / 100,00   |      |
| Votos Inválidos         | Votos Inválidos             | 361    | 3,44 / 100,00   | 0,40 |
| Total                   | Total                       | 10 497 | 100,00 / 100,00 |      |
| Eleitorado/Participação | Eleitorado/Participação     | 13 050 | 80,44 / 100,00  | 6,92 |

### Alcochete
| Partido                 | Partido                     | Votos | %               | +/-  |
| ----------------------- | --------------------------- | ----- | --------------- | ---- |
|                         | Aliança Povo Unido          | 3 092 | 46,61 / 100,00  | 1,88 |
|                         | Partido Socialista          | 2 274 | 34,28 / 100,00  | 7,13 |
|                         | Partido Social Democrata    | 660   | 9,95 / 100,00   | -    |
|                         | Centro Democrático e Social | 212   | 3,20 / 100,00   | -    |
|                         | União Democrática Popular   | 125   | 1,88 / 100,00   | 0,94 |
|                         | Outros                      | 139   | 2,10 / 100,00   |      |
| Votos Inválidos         | Votos Inválidos             | 132   | 1,99 / 100,00   | 0,13 |
| Total                   | Total                       | 6 634 | 100,00 / 100,00 |      |
| Eleitorado/Participação | Eleitorado/Participação     | 8 093 | 81,97 / 100,00  | 5,39 |

### Almada
| Partido                 | Partido                     | Votos   | %               | +/-  |
| ----------------------- | --------------------------- | ------- | --------------- | ---- |
|                         | Aliança Povo Unido          | 38 060  | 40,99 / 100,00  | 2,02 |
|                         | Partido Socialista          | 30 858  | 33,24 / 100,00  | 7,18 |
|                         | Partido Social Democrata    | 13 184  | 14,20 / 100,00  | -    |
|                         | Centro Democrático e Social | 5 590   | 6,02 / 100,00   | -    |
|                         | União Democrática Popular   | 1 649   | 1,78 / 100,00   | 1,15 |
|                         | Outros                      | 1 592   | 1,71 / 100,00   |      |
| Votos Inválidos         | Votos Inválidos             | 1 913   | 2,07 / 100,00   | 0,42 |
| Total                   | Total                       | 92 846  | 100,00 / 100,00 |      |
| Eleitorado/Participação | Eleitorado/Participação     | 113 529 | 81,78 / 100,00  | 4,77 |

### Barreiro
| Partido                 | Partido                     | Votos  | %               | +/-  |
| ----------------------- | --------------------------- | ------ | --------------- | ---- |
|                         | Aliança Povo Unido          | 30 019 | 55,36 / 100,00  | 1,02 |
|                         | Partido Socialista          | 14 640 | 27,00 / 100,00  | 5,50 |
|                         | Partido Social Democrata    | 5 344  | 9,85 / 100,00   | -    |
|                         | Centro Democrático e Social | 1 504  | 2,77 / 100,00   | -    |
|                         | União Democrática Popular   | 1 055  | 1,95 / 100,00   | 1,13 |
|                         | Outros                      | 732    | 1,34 / 100,00   |      |
| Votos Inválidos         | Votos Inválidos             | 935    | 1,72 / 100,00   | 0,17 |
| Total                   | Total                       | 54 229 | 100,00 / 100,00 |      |
| Eleitorado/Participação | Eleitorado/Participação     | 64 248 | 84,41 / 100,00  | 4,46 |

### Grândola
| Partido                 | Partido                     | Votos  | %               | +/-  |
| ----------------------- | --------------------------- | ------ | --------------- | ---- |
|                         | Aliança Povo Unido          | 6 045  | 54,82 / 100,00  | 1,97 |
|                         | Partido Socialista          | 2 376  | 21,55 / 100,00  | 5,27 |
|                         | Partido Social Democrata    | 1 575  | 14,28 / 100,00  | -    |
|                         | Centro Democrático e Social | 426    | 3,86 / 100,00   | -    |
|                         | União Democrática Popular   | 115    | 1,04 / 100,00   | 0,57 |
|                         | Outros                      | 246    | 2,24 / 100,00   |      |
| Votos Inválidos         | Votos Inválidos             | 245    | 2,22 / 100,00   | 0,43 |
| Total                   | Total                       | 11 028 | 100,00 / 100,00 |      |
| Eleitorado/Participação | Eleitorado/Participação     | 13 213 | 83,46 / 100,00  | 6,12 |

### Moita
| Partido                 | Partido                     | Votos  | %               | +/-  |
| ----------------------- | --------------------------- | ------ | --------------- | ---- |
|                         | Aliança Povo Unido          | 18 975 | 60,11 / 100,00  | 0,86 |
|                         | Partido Socialista          | 6 825  | 21,62 / 100,00  | 6,04 |
|                         | Partido Social Democrata    | 2 476  | 7,84 / 100,00   | -    |
|                         | União Democrática Popular   | 1 179  | 3,73 / 100,00   | 2,01 |
|                         | Centro Democrático e Social | 989    | 3,13 / 100,00   | -    |
|                         | Outros                      | 552    | 1,75 / 100,00   |      |
| Votos Inválidos         | Votos Inválidos             | 572    | 1,82 / 100,00   | 0,08 |
| Total                   | Total                       | 31 568 | 100,00 / 100,00 |      |
| Eleitorado/Participação | Eleitorado/Participação     | 37 948 | 83,19 / 100,00  | 4,44 |

### Montijo
| Partido                 | Partido                     | Votos  | %               | +/-  |
| ----------------------- | --------------------------- | ------ | --------------- | ---- |
|                         | Aliança Povo Unido          | 8 802  | 39,95 / 100,00  | 2,06 |
|                         | Partido Socialista          | 7 425  | 33,70 / 100,00  | 7,96 |
|                         | Partido Social Democrata    | 3 359  | 15,24 / 100,00  | -    |
|                         | Centro Democrático e Social | 1 118  | 5,07 / 100,00   | -    |
|                         | União Democrática Popular   | 294    | 1,33 / 100,00   | 0,75 |
|                         | Outros                      | 525    | 2,37 / 100,00   |      |
| Votos Inválidos         | Votos Inválidos             | 511    | 2,32 / 100,00   | 0,50 |
| Total                   | Total                       | 22 034 | 100,00 / 100,00 |      |
| Eleitorado/Participação | Eleitorado/Participação     | 28 299 | 77,86 / 100,00  | 7,31 |

### Palmela
| Partido                 | Partido                     | Votos  | %               | +/-  |
| ----------------------- | --------------------------- | ------ | --------------- | ---- |
|                         | Aliança Povo Unido          | 9 497  | 43,35 / 100,00  | 2,42 |
|                         | Partido Socialista          | 7 262  | 33,15 / 100,00  | 7,99 |
|                         | Partido Social Democrata    | 2 819  | 12,87 / 100,00  | -    |
|                         | Centro Democrático e Social | 928    | 4,24 / 100,00   | -    |
|                         | União Democrática Popular   | 255    | 1,16 / 100,00   | 0,82 |
|                         | Outros                      | 555    | 2,54 / 100,00   |      |
| Votos Inválidos         | Votos Inválidos             | 591    | 2,70 / 100,00   | 0,33 |
| Total                   | Total                       | 21 907 | 100,00 / 100,00 |      |
| Eleitorado/Participação | Eleitorado/Participação     | 28 222 | 77,62 / 100,00  | 5,76 |

### Santiago do Cacém
| Partido                 | Partido                     | Votos  | %               | +/-  |
| ----------------------- | --------------------------- | ------ | --------------- | ---- |
|                         | Aliança Povo Unido          | 9 022  | 48,06 / 100,00  | 1,25 |
|                         | Partido Socialista          | 4 965  | 26,45 / 100,00  | 8,16 |
|                         | Partido Social Democrata    | 2 512  | 13,38 / 100,00  | -    |
|                         | Centro Democrático e Social | 1 278  | 6,81 / 100,00   | -    |
|                         | Outros                      | 574    | 3,06 / 100,00   |      |
| Votos Inválidos         | Votos Inválidos             | 421    | 2,24 / 100,00   | 0,20 |
| Total                   | Total                       | 18 772 | 100,00 / 100,00 |      |
| Eleitorado/Participação | Eleitorado/Participação     | 22 944 | 81,82 / 100,00  | 4,38 |

### Seixal
| Partido                 | Partido                     | Votos  | %               | +/-  |
| ----------------------- | --------------------------- | ------ | --------------- | ---- |
|                         | Aliança Povo Unido          | 21 990 | 45,05 / 100,00  | 1,25 |
|                         | Partido Socialista          | 15 622 | 32,01 / 100,00  | 7,55 |
|                         | Partido Social Democrata    | 6 109  | 12,52 / 100,00  | -    |
|                         | Centro Democrático e Social | 2 706  | 5,54 / 100,00   | -    |
|                         | União Democrática Popular   | 681    | 1,40 / 100,00   | 0,93 |
|                         | Outros                      | 796    | 1,63 / 100,00   |      |
| Votos Inválidos         | Votos Inválidos             | 904    | 1,85 / 100,00   | 0,38 |
| Total                   | Total                       | 48 808 | 100,00 / 100,00 |      |
| Eleitorado/Participação | Eleitorado/Participação     | 59 096 | 82,59 / 100,00  | 4,44 |

### Sesimbra
| Partido                 | Partido                     | Votos  | %               | +/-  |
| ----------------------- | --------------------------- | ------ | --------------- | ---- |
|                         | Aliança Povo Unido          | 5 649  | 40,40 / 100,00  | 1,45 |
|                         | Partido Socialista          | 4 712  | 33,70 / 100,00  | 8,34 |
|                         | Partido Social Democrata    | 1 734  | 12,40 / 100,00  | -    |
|                         | Centro Democrático e Social | 937    | 6,70 / 100,00   | -    |
|                         | União Democrática Popular   | 152    | 1,09 / 100,00   | 0,56 |
|                         | Outros                      | 352    | 2,51 / 100,00   |      |
| Votos Inválidos         | Votos Inválidos             | 447    | 3,20 / 100,00   | 0,51 |
| Total                   | Total                       | 13 983 | 100,00 / 100,00 |      |
| Eleitorado/Participação | Eleitorado/Participação     | 17 169 | 81,44 / 100,00  | 6,03 |

### Setúbal
| Partido                 | Partido                     | Votos  | %               | +/-  |
| ----------------------- | --------------------------- | ------ | --------------- | ---- |
|                         | Aliança Povo Unido          | 23 090 | 37,96 / 100,00  | 2,88 |
|                         | Partido Socialista          | 20 876 | 34,32 / 100,00  | 7,90 |
|                         | Partido Social Democrata    | 9 179  | 15,09 / 100,00  | -    |
|                         | Centro Democrático e Social | 4 045  | 6,65 / 100,00   | -    |
|                         | União Democrática Popular   | 1 122  | 1,84 / 100,00   | 1,31 |
|                         | Outros                      | 1 196  | 1,96 / 100,00   |      |
| Votos Inválidos         | Votos Inválidos             | 1 312  | 2,15 / 100,00   | 0,02 |
| Total                   | Total                       | 60 820 | 100,00 / 100,00 |      |
| Eleitorado/Participação | Eleitorado/Participação     | 73 660 | 82,57 / 100,00  | 4,91 |

### Sines
| Partido                 | Partido                     | Votos | %               | +/-  |
| ----------------------- | --------------------------- | ----- | --------------- | ---- |
|                         | Aliança Povo Unido          | 3 454 | 50,01 / 100,00  | 1,44 |
|                         | Partido Socialista          | 1 894 | 27,42 / 100,00  | 7,69 |
|                         | Partido Social Democrata    | 739   | 10,70 / 100,00  | -    |
|                         | Centro Democrático e Social | 439   | 6,36 / 100,00   | -    |
|                         | União Democrática Popular   | 87    | 1,26 / 100,00   | 0,69 |
|                         | Outros                      | 141   | 2,05 / 100,00   |      |
| Votos Inválidos         | Votos Inválidos             | 153   | 2,21 / 100,00   | 0,21 |
| Total                   | Total                       | 6 907 | 100,00 / 100,00 |      |
| Eleitorado/Participação | Eleitorado/Participação     | 8 902 | 77,59 / 100,00  | 5,74 |